# Anita (film)
Pour les articles homonymes, voir Anita.
Pour plus de détails, voir Fiche technique et Distribution.
Anita (titre original : The Only Road) est un film américain réalisé par Frank Reicher et sorti en 1918.

## Synopsis
Anita, alias Nita, est un garçon manqué qui vend des légumes dans une petite ville tranquille de Californie et qui se croit la fille de Manuel et Rosa Lopez, deux pauvres ouvriers agricoles. En arrivant en ville, elle est attaquée par Pedro Lupo, le fils de l'avocat Ramon Lupo. Elle est défendue par Bob Armstrong, un homme de l'Est qui rend visite à Clara Hawkins, une amie fortunée de son père. Lorsque Pedro apprend que Nita est en fait la fille de Clara Hawkins, volée à la naissance et longtemps présumée morte, il insiste pour qu'elle l'épouse, mais elle refuse. Bob sauve Nita de la pièce dans laquelle elle a été emprisonnée et les Lupo, furieux de son intervention, disent au shérif que Bob a compromis la jeune fille.

## Fiche technique
- Titre original : The Only Road
- Réalisation : Frank Reicher
- Scénario : Albert Shelby Le Vino, George D. Baker
- Photographie : John Arnold
- Production : Metro Pictures
- Genre : Western[1]
- Distribution : Metro Pictures Corp.
- Durée : 5 bobines
- Date de sortie : 3 juin 1918

## Distribution
- Viola Dana : Nita
- Casson Ferguson : Bob Armstrong
- Edythe Chapman : Clara Hawkins
- Fred Huntley : Ramon Lupo
- Monte Blue : Pedro Lupo
- Paul Weigel : Manuel Lopez
- Marie Van Tassell : Rosa Lopez
- Gertrude Short : Bianca